# Tourbillon

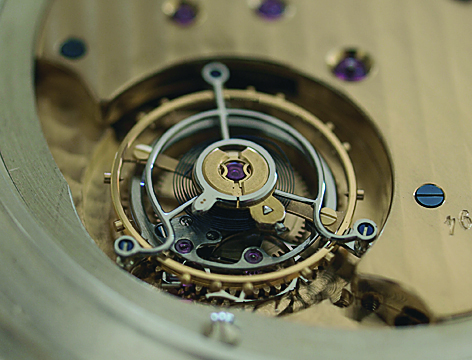
Tourbillon volante desarrollado por Thomas Prescher. Detalle de la maquinaria de un reloj de pulsera.

El tourbillon (en francés, "torbellino") es un mecanismo de relojería creado en 1795 y patentado en 1801 por el relojero Abraham Louis Breguet para compensar el efecto irregular que produce la gravedad sobre la marcha del volante y la rueda de escape cuando el reloj permanece en reposo (con la misma posición) durante un cierto tiempo, sobre todo en los relojes de bolsillo. Consiste en un mecanismo que hace girar sobre su eje un armazón en forma de jaula (normalmente una vez por minuto) sobre el que se montan el volante y el escape del reloj.
Con la rotación de dicho armazón en forma de jaula, el efecto producido por la fuerza de la gravedad sobre la marcha del conjunto volante/escape no se concentra siempre en el mismo sentido sino que se promedia. Así se consigue incrementar la precisión del mecanismo del reloj.
Originalmente concebido como un dispositivo para mejorar la precisión, los tourbillones actualmente se incluyen en algunos relojes modernos de alta gama como un elemento exclusivo, demostración de virtuosismo técnico. El mecanismo suele estar visible mediante una ventana practicada a través de la esfera, mostrando su funcionamiento.

## Etimología

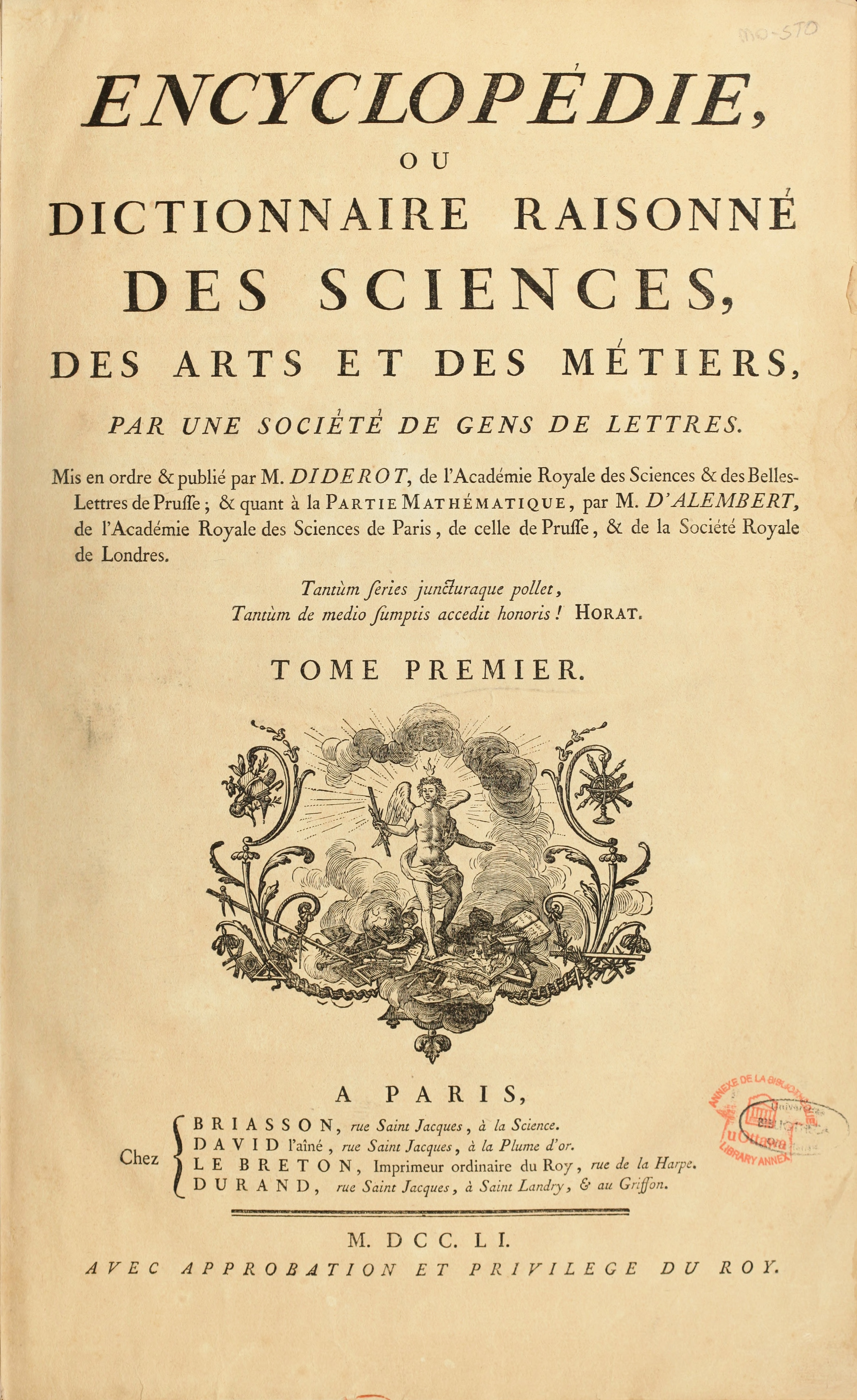
Cubierta de la Enciclopedia de Diderot y D'Alembert, donde figura el artículo que inspiró la denominación

La elección del nombre por el que se identifica esta invención parece injustificada y contradictoria, porque el término Tourbillon aparecía (y todavía aparece) en las definiciones de los diccionarios modernos relacionado con la palabra torbellino, en una criticada alusión a los movimientos de la por entonces recién terminada Revolución francesa, aparentemente incompatible con la búsqueda de una mayor precisión.
Pese a que el inventor no dejó constancia de los motivos que le llevaron a la elección del nombre, es probable que el origen del término deba buscarse en una obra bien conocida por Breguet, la Enciclopedia (la "biblia secular de su tiempo", muy extendida entre los científicos e inventores) y más concretamente en un artículo de d'Alembert, en el que se hace referencia al ideal cartesiano por el que la rotación de los planetas alrededor del Sol se debía a la presencia de un Torbellino que los sostiene. En consecuencia, la elección del término podría ser una clara referencia a la combinación de las fuerzas y a la apreciación del orden cósmico entonces imperante, también mencionado por Voltaire en la metáfora del "Gran relojero".
Esta interpretación también es sostenida por otras fuentes autorizadas, tales como el Gran Diccionario Universal del Siglo XIX de Pierre Larousse y el Diccionario de la lengua francesa de Emile Littré.
Aunque pueda parecer una etimología excesivamente compleja, es coherente con la capacidad de Breguet de acuñar nuevas denominaciones para algunos de sus inventos, aludiendo al mundo celestial o al lenguaje filosófico: por ejemplo, había llamado a su rudimentario reloj automático "Simpático", en alusión al sistema nervioso simpático.

## Historia

### LaLey de Longitud
Lo que llevó originalmente al desarrollo del tourbillon fue la necesidad, fuertemente sentida en el siglo XVIII, de disponer de cronómetros muy exactos para identificar de forma única y precisa la longitud geográfica de un punto sobre la superficie terrestre. Un país pionero en este campo fue el Reino Unido, que en 1714 (tras un grave naufragio de cuatro buques de su armada) promovió la Ley de Longitud, de manera que se creó la Comisión para la determinación de la longitud en el mar formada por un comité de técnicos y científicos. Cualquier persona capaz de resolver el problema descrito anteriormente recibiría un cuantioso premio de 20.000 libras (equivalente a 7,5 millones de euros del año 2010), de 15.000 libras o de 10.000 libras respectivamente, en función del hecho de que pudiera calcular la longitud con un error de menos de medio grado, de 2/3 de un grado, o de un grado.
La conexión entre la medición de la longitud y los relojes es que para el cálculo de la primera es necesario poseer un cronómetro que marque el tiempo en un meridiano de referencia (por ejemplo, Greenwich) y un reloj de sol, que por supuesto, señale la hora local. Para conocer la longitud, basta con analizar la diferencia horaria entre los dos dispositivos: como la Tierra gira 360 grados respecto al sol cada día, por cada hora de desfase la longitud varía en una diferencia de 15°, o 1° cada 4 minutos.

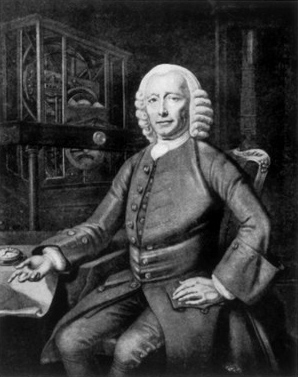
John Harrison, diseñador y constructor de los primeros cronómetros marinos suficientemente fiables y precisos

Hasta entonces, para determinar la longitud se utilizaban métodos astronómicos (como el de las distancias lunares) basados en un Almanaque Náutico, que precisaban de complejos cálculos y observaciones del firmamento exactas que no siempre eran posibles desde un barco moviéndose en alta mar. Sólo con el desarrollo y la difusión de los cronómetros marinos precisos (en los que el tourbillon se convirtió en un componente fundamental) se abandonaron los procedimientos astronómicos. La importancia de esta competición hizo que fuera adquiriendo un carácter internacional, con la significativa intervención de Francia.
John Harrison, un relojero de modestos orígenes familiares, participó en el concurso con la esperanza de ser capaz de producir un reloj tan preciso como para tener una desviación máxima de 3 o 4 segundos mensuales. Dado que en aquella época se habían tenido en mayor consideración las mediciones astronómicas que las basadas en dispositivos mecánicos (de acuerdo con las ideas promovidas por Isaac Newton), Harrison se vio obligado a recurrir a Edmond Halley, quien se dirigió al prestigioso taller londinense de John Graham, con el que comenzó una fructífera colaboración a través de la que recibió apoyo técnico y financiero, llegando a producir relojes de gran precisión. Otros científicos que llegaron a resultados bastante buenos fueron John Arnold, que con Larkum Kendall se habían unido a Harrison en sus últimos trabajos, y Ferdinand Berthoud, quien ideó y patentó en 1770 dos sistemas diferentes que se caracterizaban por la presencia de un segundo muelle que evitaba las diferencias de tensión, pero que no anulaban la influencia de la fuerza de la gravedad.

### La idea de Breguet

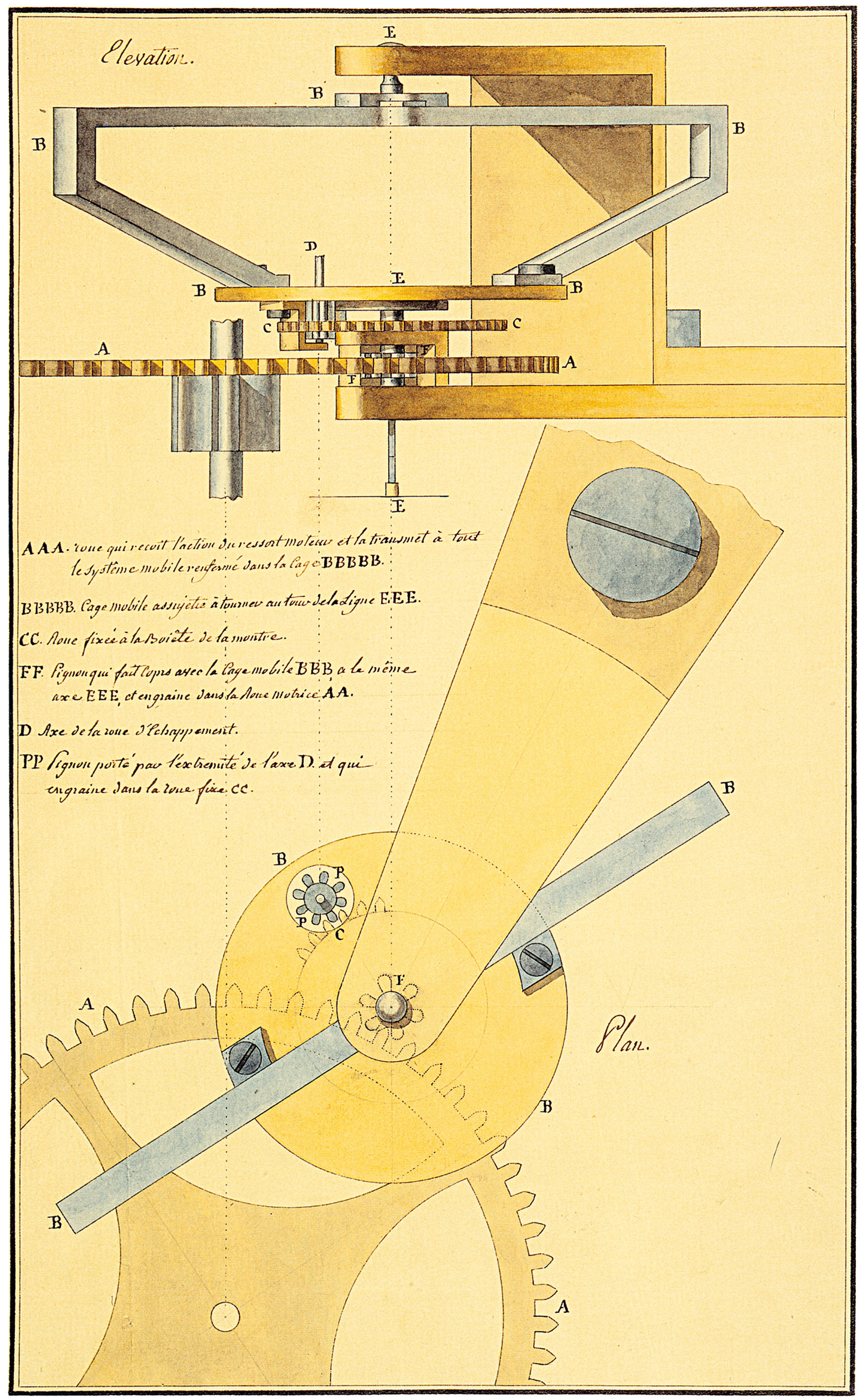
Acuarela ilustrando el tourbillon de Breguet, perteneciente a la solicitud de patente

En 1775, cinco años después, Breguet abrió la sede de su empresa en la Ile de la Cité de París. Los estudios de Breguet partieron de la constatación del hecho de que la gravedad de la Tierra es un impedimento para el logro de la máxima precisión del reloj: la causa es el hecho del movimiento irregular cada vez que el reloj, portado en la muñeca o guardado en un bolsillo, cambia de posición. Breguet sabía que la única forma de compensar los errores asociados al movimiento del reloj (y en consecuencia, de su mecanismo regulador) dentro del campo de gravedad terrestre, era asegurar que el eje de giro de la unidad de regulación permanezca siempre vertical, lo que es posible si el reloj se mantiene estacionario pero imposible cuando se coloca en una posición irregular o es movido. Para compensar el error cometido por el eje del balancín durante su movimiento, Breguet decidió confinarlo con los órganos anexos en una jaula integral asociada al segundero, haciéndola girar continuamente a una velocidad de una revolución por minuto. La rotación continua del conjunto regulador permite la cancelación mutua de los errores producidos por el reloj en diversas posiciones, asegura una mejor lubricación y reduce la fricción entre los diversos órganos.
Los estudios que precedieron a la patente se realizaron a finales del siglo XVIII (según algunas fuentes, la fecha del diseño del tourbillon fue 1795): después de patentar el 9 de marzo de 1798 (según el calendario republicano, 19 Ventoso del año VI) un escape de fuerza constante que mejoró la calidad de sus productos, como resultado de laboriosos experimentos, los cálculos técnicos del primer tourbillon fueron presentados el 24 de diciembre de 1800.
La patente por diez años obtenida por Breguet el 26 de junio de 1801 (según el calendario republicano, 7 Messidor del año IX), lleva la firma de Jean-Antoine Chaptal (propietario por entonces del Breguet N.º 621), químico y ministro del Interior bajo Napoleón Bonaparte, de cuyo ministerio dependían las oficinas de concesión de patentes. Incluso hoy en día, en los archivos del Instituto Nacional de la Propiedad Industrial con sede en París, figura el expediente con el que el inventor obtuvo la patente de su propio mecanismo, acompañado de una sencilla carta de presentación para el ministro del Interior, en la que Breguet exponía brevemente su trabajo.
En la primera página del Boletín n.º 121 de las Leyes de la República figura la concesión de dicha patente. Concluida la fase puramente teórica y experimental, debe recordarse que hubo que diseñar, construir en taller y patentar numerosos mecanismos en un proceso extremadamente complejo. Tanto es así, que no se comercializó el primer tourbillon hasta 1805 (después de la construcción de dos prototipos de relojes: el N.º 169, donado al hijo de John Arnold; y el N.º 282, vendido sólo mucho más tarde por el hijo de Breguet). Para la construcción de la fuga de las primeras trescientas piezas de su tourbillon, Breguet hizo uso directo de los talleres de Arnold, y para otras cien de los de Peto Cross, logrando combinar su innovación técnica con los antiguos mecanismos de Ferdinand Berthoud. Sólo en un momento posterior Breguet llegó al desarrollo de su propio escape, que todavía hoy se conoce como áncora por su forma particular; seguido de un segundo escape denominado natural, caracterizado por utilizar una doble rueda.
El tourbillon Breguet fue presentado en la Exposición Nacional de Productos para la Industria de París (celebrada en septiembre de 1806 en la Explanada de los Inválidos) como un mecanismo capaz de mantener "la misma precisión cualquiera que sea la posición del reloj, vertical o inclinado". La realización del tourbillon demostró las extraordinarias habilidades técnicas y organizativas de Breguet, sobre todo si se considera el contexto de esta etapa histórica.
Se conservan en París los registros entre 1805 y 1823 (año de la muerte de Breguet) de las ventas de productos encargados por personalidades famosas, como el político y mecenas italiano Giovanni Battista Sommariva y el obispo francés Louis Belmas, y de las familias nobles, como los Borbón y los Hannover. Las ventas totales registradas no fueron muy elevadas, por lo que solo se fabricaron 35 piezas con tourbillon.

### Después de la muerte de Breguet

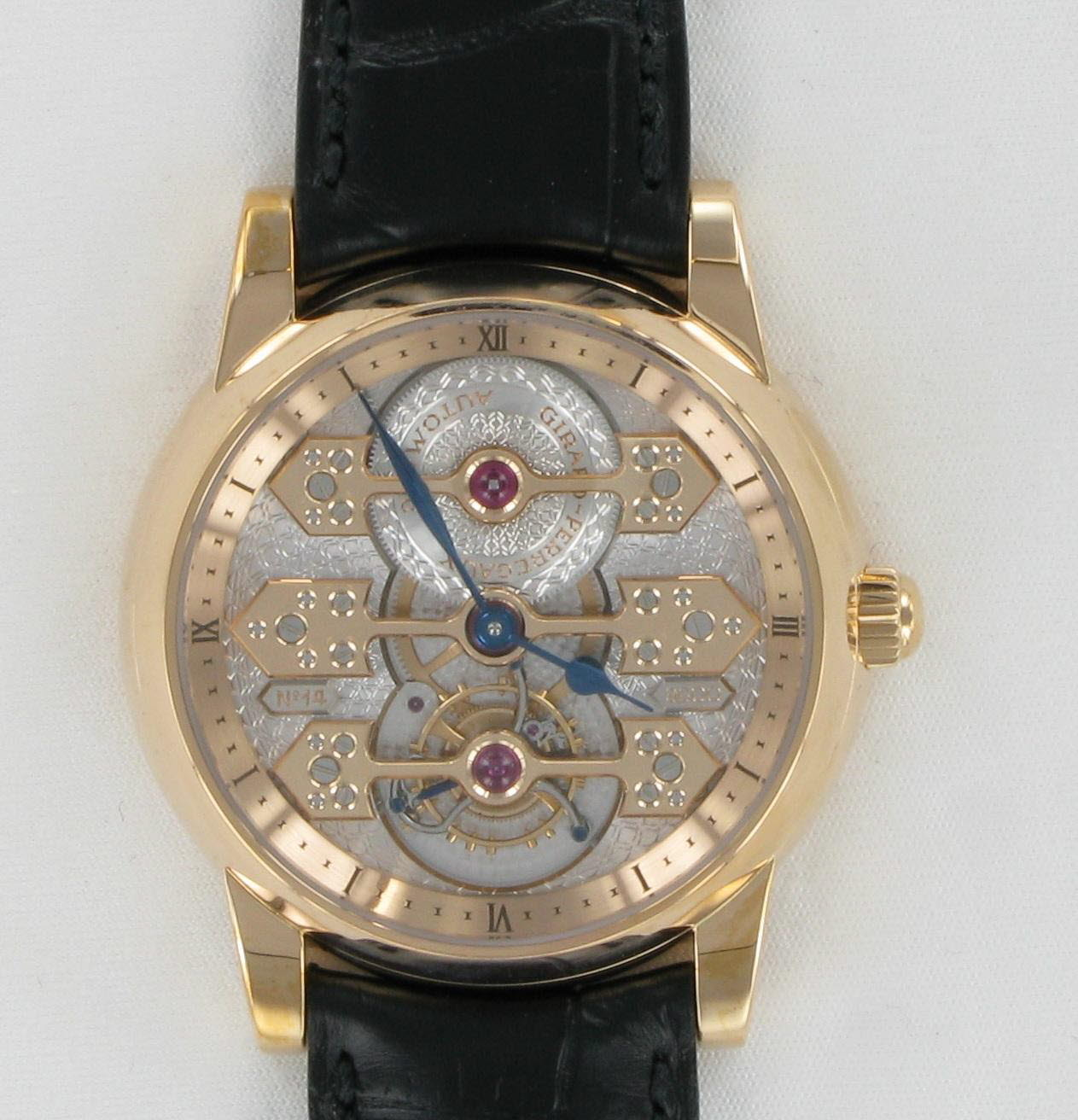
Reloj de pulsera con tourbillon diseño de Girard-Perregaux

Sin embargo, a pesar de que de la autoría de un descubrimiento tan importante le hizo famoso en su momento, Breguet es más conocido hoy en día tanto en la cultura de masas como en el entorno técnico por haberse prodigado en otras formas de investigación técnica y estética, llegando a concebir sistemas y mecanismos generalizados, incluyendo la espiral y las manecillas características de las cuales es epónimo. Todo el siglo XIX estuvo marcado por los intentos de la fábrica de relojes de continuar la investigación iniciada por su fundador. A pesar de varios éxitos notables, pasaron a un segundo plano, ya que los relojes que carecían de estas características estaban mejorando su precisión gracias a las mejoras técnicas en sus escapes y a la introducción de nuevos materiales.
En consecuencia, aunque el tourbillon fue abandonado temporalmente, volvió a ponerse de moda y se actualizó de nuevo cuando a comienzos del siglo XX se manifestó la necesidad de alcanzar un nivel aún más alto de precisión, que sólo esta función podía asegurar, haciendo que el reloj pudiera ser identificado oficialmente como cronómetro. La institución certificadora, cuya fundación en 1866 estuvo conectada con el nacimiento de las primeras competiciones ligadas a los cronómetros, inicialmente estuvo radicada en Neuchâtel (Suiza), desde donde fue trasladada en 1873 a Ginebra, donde permaneció hasta 1967. Los parámetros de las pruebas llevadas a cabo por la Oficina Independiente para el Control y Certificación únicamente estaban al alcance de algunas referencias seleccionadas como las mejores, cuyas prestaciones tenían que cumplir los requisitos acordados entre el fabricante y el cliente, que estaba en ese momento representado principalmente por la Marina.

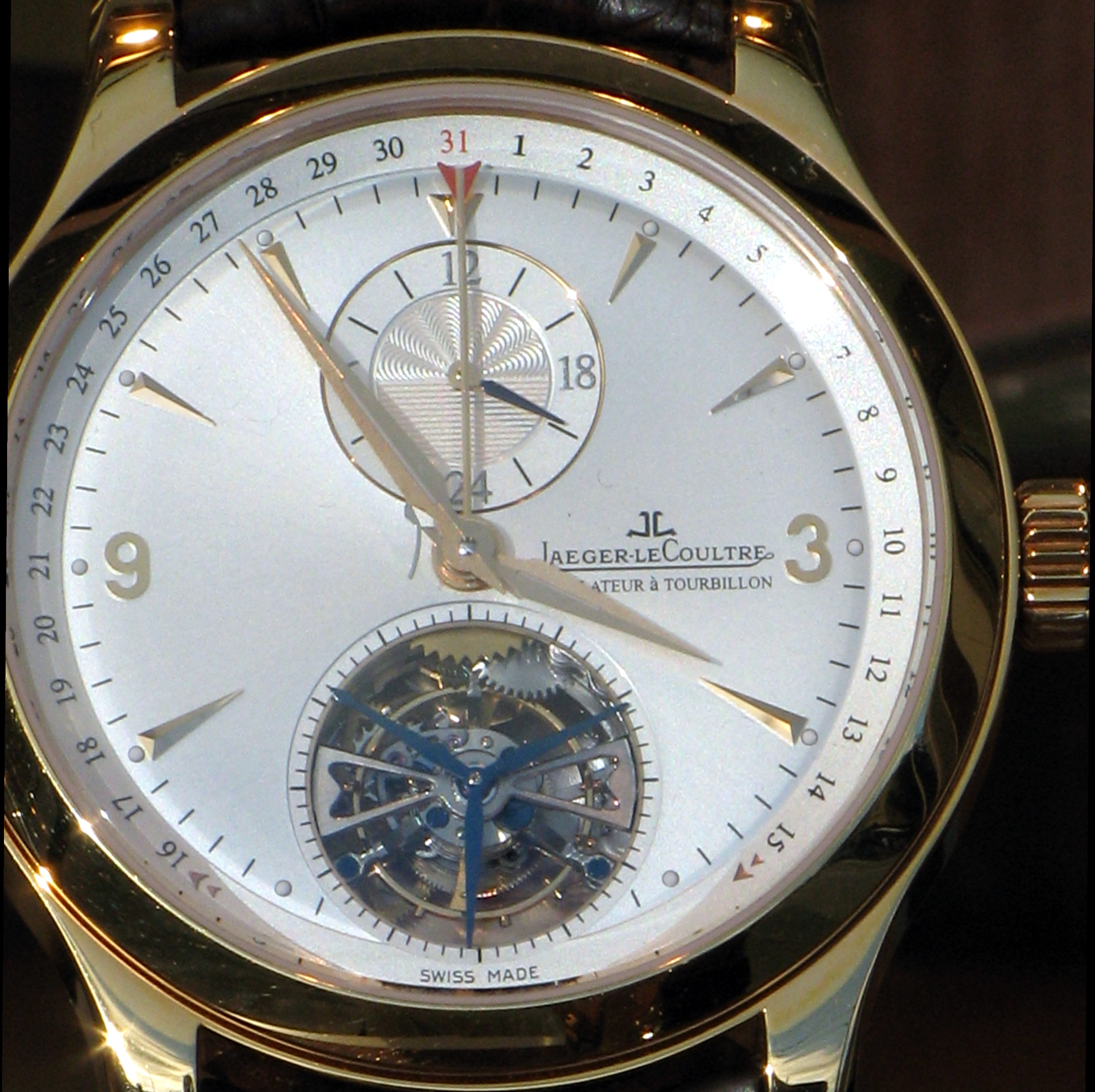
Un reloj de pulsera con tourbillon diseño de Jaeger LeCoultre

Pronto, el tourbillon dejó de ser una exclusiva de Breguet, y se introdujo como muestra de excelencia en algunos productos de alta gama, un reflejo de la calidad de la artesanía en los relojes de otras marcas. Poco a poco se inició una carrera dirigida a la consecución de un tourbillon capaz de reducir de la manera más eficaz posible los errores relacionados con la gravedad de la Tierra, caracterizado por su aspecto elegante y por el uso de nuevos materiales. Dada la complejidad del mecanismo, algunas marcas (incluyendo Vacheron Constantin) no eran inicialmente capaces de realizar una estructura de este tipo, por lo que se vieron obligadas a comprar los talleres que ya estaban produciendo para sus propios productos, como Brandt & Comp, Breitling, Jaeger LeCoultre, Favre-Leuba, Albert Pellaton, Girard-Perregaux, Ulysse Nardin, o Patek Philippe. En la época de la Primera Guerra Mundial, la investigación sobre el tourbillon ya no se centraba solamente en Suiza y Francia, ampliándose a Inglaterra y a Alemania, desde que su introducción en los relojes fue muy importante durante el conflicto bélico por razones estratégicas y de organización: el ejército anglo-sajón estaba dotado de los equipos cronómetricos realizados por J. Dent (fábrica especializada en la relojes astronómicos), y por Smith & Son; mientras que en Alemania la investigación sobre el mecanismo y la invención del tourbillon volante fueron llevadas a cabo por A. Lange & Söhne, y especialmente por la escuela anexa de relojería dirigida por Alfred Helwig, con sede en Glashütte.

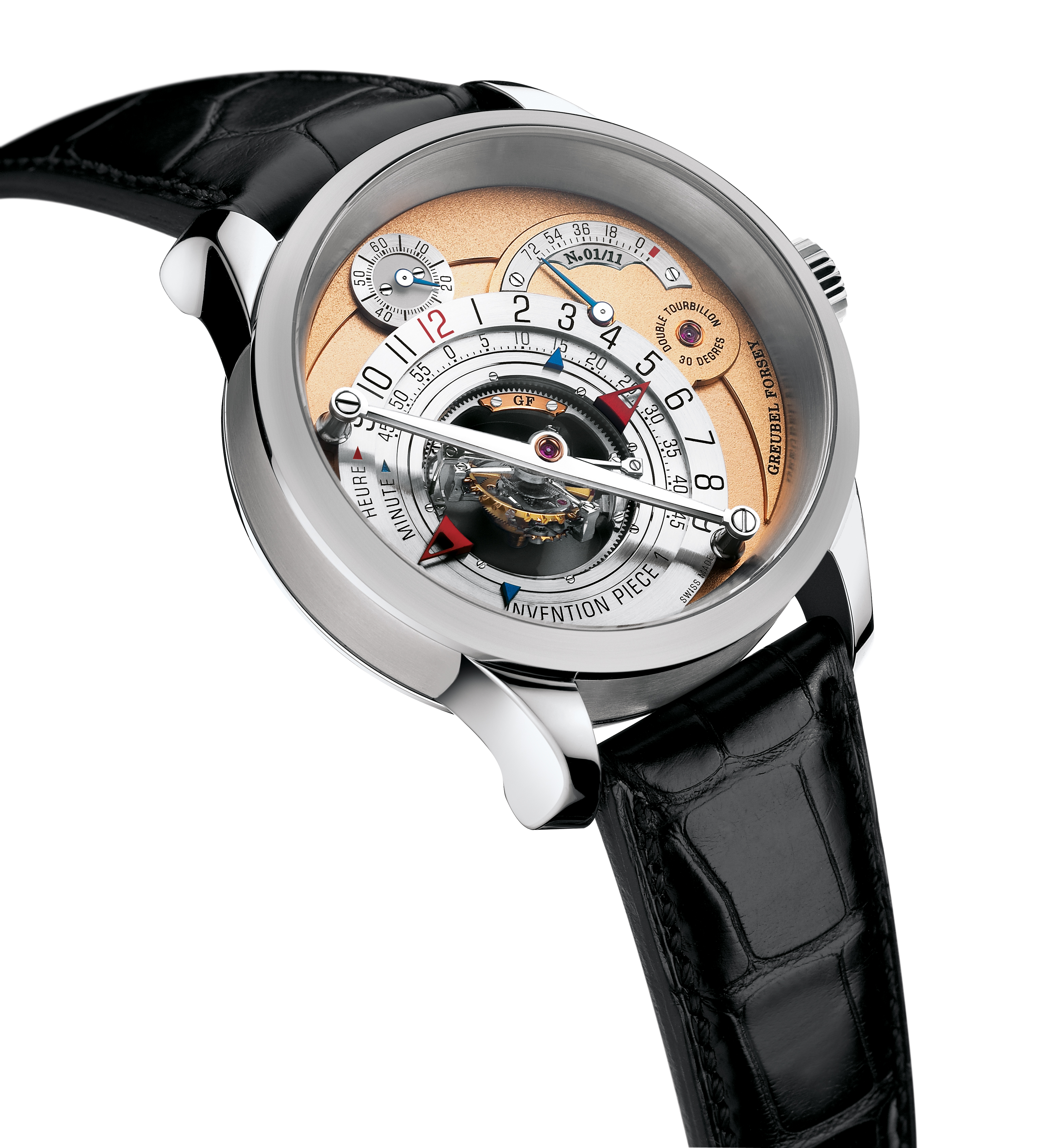
Reloj de pulsera con tourbillon diseñado por Greubel Forsey

La necesidad de una precisión extrema en el periodo posterior a la Segunda Guerra Mundial, hizo perder de nuevo su importancia al tourbillon, siendo superado por los relojes más económicos y fiables dotados de mecanismo de cuarzo. El tourbillon pasó a utilizarse cada vez menos por las empresas de alta relojería, que no estaban especializadas en su producción. Esta circunstancia fue acentuada por la poca profundidad de los cursos de formación técnica, debido a la falta de equipos y de tiempo (tanto es así, que la mayoría de relojeros son incapaces de realizar las calibraciones, y se ven obligados a delegar sus funciones en los talleres de las casas de producción). Actualmente, un reloj equipado con un mecanismo de este tipo puede ser desarrollado de manera efectiva solamente por unas pocas fábricas especializadas, empleando en una operación de este tipo una gran cantidad de horas, lo que aumenta si el tourbillon está acompañado por otras complicaciones, lo que hace que estos relojes sean cada vez menos competitivos frente a referencias a menudo mucho más precisas de cuarzo. Al mismo tiempo, la calidad de estos mecanismos de élite, muy apreciados por su técnica, ha mejorado como resultado de la evolución de la tecnología de la información, que ha demostrado ser muy útil en el desarrollo de modelos virtuales sobre la base de los que equipos formados por técnicos cualificados, pueden materializar de forma más eficiente nuevos productos. En 1980 se montó por primera vez un tourbillon en un reloj de pulsera: en un primer momento había sido diseñado como reloj de bolsillo, obligado a permanecer en una posición vertical, muy perjudicial, ya que tiende a la deriva por el centro de gravedad del mecanismo.
Con el desarrollo de las falsificaciones en relojería, a menudo de origen chino, se han realizado copias de referencias con tourbillon de tal manera que el efecto estético es el mismo, pero sin la suficiente precisión para que del reloj se deriven beneficios reales de la presencia del tourbillon. Sin embargo, no se puede descartar que esta cuestión, combinada con la imposibilidad para la industria china de producir componentes de alta precisión y hacer una calibración meticulosa, pueda ser superada en el futuro dedicándose a la realización de componentes simples pre-ensamblados.

## Mecánica

Un dibujo esquemático que ilustra los diversos componentes del tourbillon Breguet. Leyenda. A - jaula del tourbillon (A1 - parte superior de la jaula, A2 - parte inferior de la jaula, A3, A4, A5 - columnas que conectan las partes superior e inferior de la jaula), B - piñón de la rueda de segundos, C - rueda de segundos, D - balancín, y - piñón de la rueda de escape, F - rueda de escape, G - áncora, L1, L2, L3 - ejes que sujetan la rueda de escape, respectivamente, y el piñón conectado, áncora y balancín, P - plataforma, R1, R2, R3, R4, R5, R6, R7, R8 - rubíes que sujetan los ejes respectivos, y - rueda mediana, que pertenecen al tren de engranajes

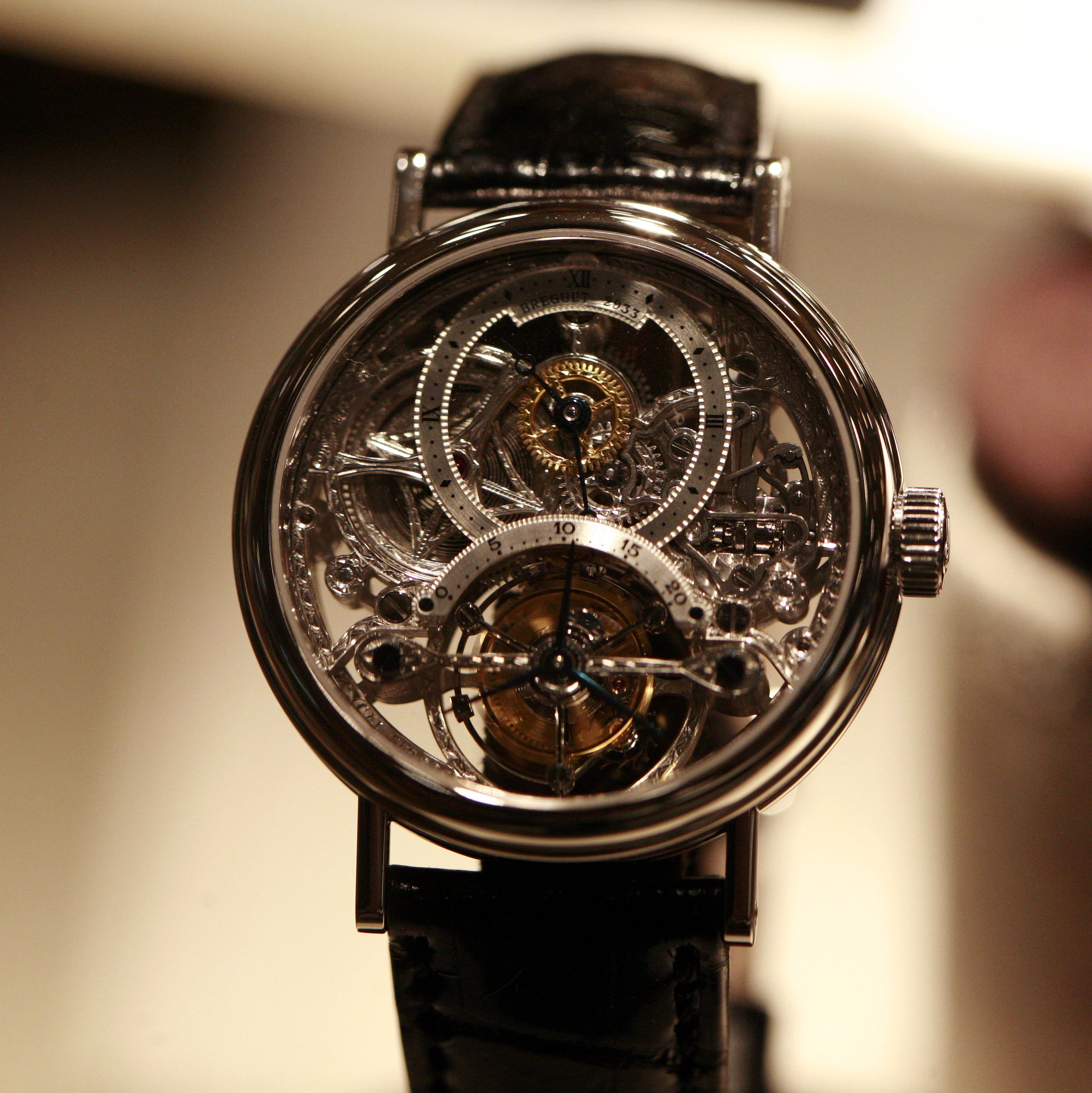
Reloj Breguet 2933 esqueleto con tourbillon

La gravedad tiene un efecto directo sobre las partes más delicadas del escape: el áncora, el volante de inercia y el muelle espiral. El elemento más delicado es la espiral, que funciona como el regulador de la velocidad del escape y, por tanto, es la parte más sensible a los efectos exteriores, tales como el magnetismo, los choques y la temperatura; así como a los efectos de regulación internos del volante de inercia (tales como las distintas posiciones de colocación de los tornillos perimetrales, o el diseño de los brazos curvos y de los radios).

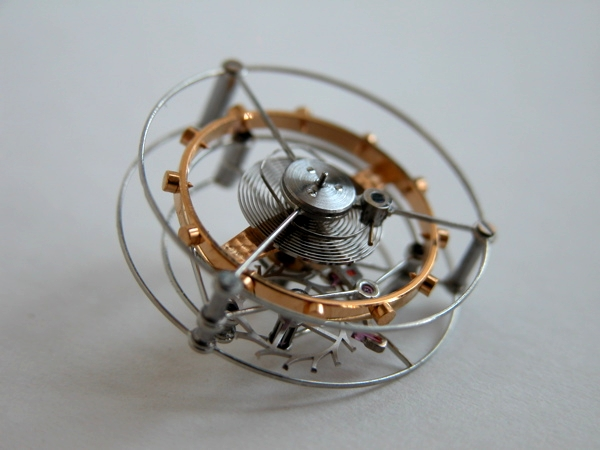
Tourbillon desmontado, mostrando claramente el muelle espiral, el volante de inercia, el áncora y la rueda de escape.

Para contrarrestar estos efectos se han desarrollado numerosas invenciones. Los problemas relacionados con la temperatura y el magnetismo se han eliminado con el empleo de nuevos materiales. Los choques actualmente tienen un efecto mucho menor que en la época de Breguet gracias a materiales más fuertes y resistentes. El oscilador todavía se perturba en el momento del choque, pero la espiral no se deformaba con los golpes tan fácilmente como antes, re-estabilizándose rápidamente después de cada impacto.
La fuerza de gravedad entra en juego en los efectos restantes. El diseño del volante de inercia tiene una importancia considerable, siendo regulable mediante las distintas disposiciones de una serie de tornillos ajustables y con la configuración de los segmentos curvos terminales. Ambos elementos agregan una gran cantidad de variantes a la regulación de un reloj, en combinación con su montaje, con los ajustes efectuados por el relojero, con el posicionamiento dentro del mecanismo del reloj, y con los cambios de posición posteriores provocados por el uso por parte del propietario. A medida que el volante de inercia se desplaza desde una posición extrema a la otra en su oscilación hacia atrás y hacia delante, los anillos de la espiral se extienden y se contraen considerablemente. Esto provoca problemas que son extremadamente difíciles de contrarrestar. Algunos diseñadores han intentado usar espirales cilíndricas o incluso esféricas en lugar de planas como es habitual en la actualidad. Variaciones del overcoil de Breguet (una espira adicional superior en sentido contrario para compensar la asimetría inherente al arrollamiento del muelle espiral) se han desarrollado para contrarrestar los efectos de la gravedad sobre el muelle. En cuanto al punto de colocación de los clavos, Grossmann, Berthoud, Breguet, Caspari y Leroy idearon muchas posibilidades diferentes, pero no se logró mucha mejora.
.

Efecto variable de la gravedad sobre la marcha de un escape montado en un turbillon

El mayor obstáculo para la regulación de un reloj por parte de un relojero, incluso hoy en día, es comprobar el resultado de los ajustes sobre el escape, independientemente de la posición en la que se mantenga el reloj. Este proceso se ha vuelto infinitamente más sencillo con las modernas máquinas de precisión de análisis del funcionamiento de los relojes, que dan resultados de los tiempos de marcha prácticamente instantáneos, mientras que en la época de Breguet todo lo que había era otro reloj a partir del que efectuar los ajustes. Por lo tanto, los resultados no eran muy exactos y podía llevar semanas obtenerlos. 
La gravedad puede tener efectos muy significativos sobre un escape solo con ligeras variaciones de la posición del reloj. Incluso si un reloj de bolsillo se mantiene la mayor parte del tiempo en el bolsillo de una camisa, la posición exacta aún podría variar a lo largo de 45°. El tourbillon logra simplificar ingeniosamente este problema, ya que su diseño permite que el relojero ahora sólo necesite regular el reloj en 3 posiciones diferentes, en lugar de en 6 como sucede en los modelos que no lo utilizan (dos posiciones horizontales -dial hacia arriba y abajo-; y cuatro posiciones verticales -corona a las 12, 3, 6 y 9 en punto-).

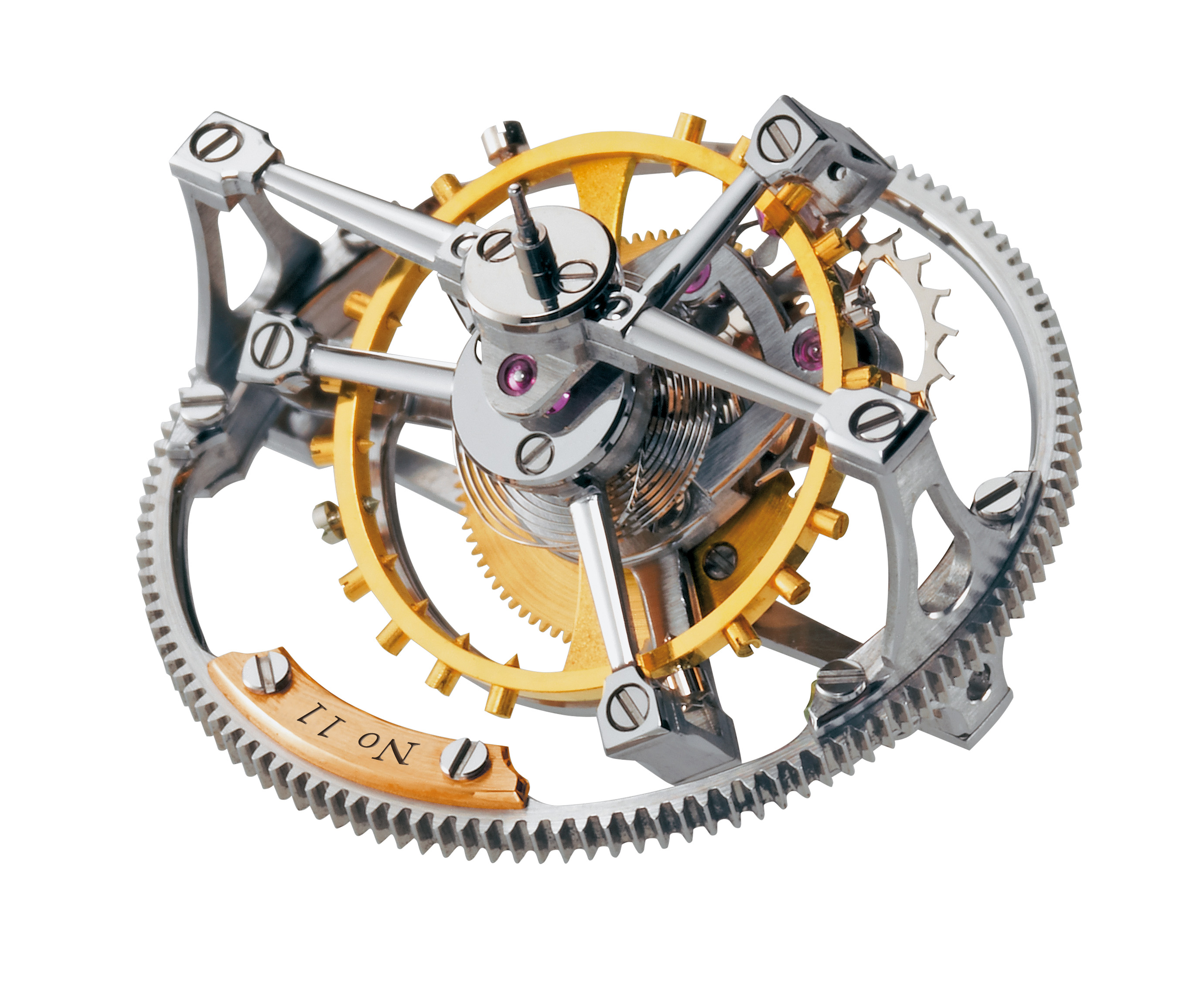
Mecanismo Greubel Forsey Double Tourbillon 30°.

Incluso hoy en día con nuevos materiales y la mejora de las teorías sobre su comportamiento, es imposible regular un reloj mecánico para que mantenga el mismo ritmo exacto en todas las posiciones. El tourbillon facilita a los relojeros de hoy en día la posibilidad de una mayor precisión que los movimientos convencionales, a pesar de que si no se ajusta correctamente el volante de inercia y se asegura que el resorte se expande y contrae simétricamente, se puede alcanzar prácticamente el mismo resultado. Un tourbillon habitualmente da una vuelta completa por minuto. Esto mejora la uniformidad de la marcha en las 4 posiciones verticales, ya que, incluso si un reloj se mantiene en una posición vertical al azar, el tourbillon hace girar el escape alrededor de su propio eje, compensando de manera eficaz los efectos de la gravedad al hacer girar el volante de inercia a través de todas las posibles posiciones verticales durante su rotación. Un tourbillon no tiene ningún efecto en posiciones horizontales, ya que aquí el equilibrio es horizontal y no se ve afectado por la gravedad a medida que el mecanismo gira en este mismo plano.
En consecuencia, un tourbillon no tiene ningún efecto sobre la tasa de cambio que acompaña a su posición horizontal (con el dial hacia arriba o hacia abajo), pero sí la contrarresta cuando se sitúa en vertical (colgando hacia arriba, abajo, izquierda o derecha). En cambio, el efecto al cambiar de la posición horizontal a la vertical es mucho mayor que el cambio de tasa correspondiente al movimiento entre diferentes posiciones verticales. Breguet diseñó el tourbillon para relojes de bolsillo que normalmente se guardan en una posición vertical en el bolsillo del chaleco, y que pueden mantenerse en dicha posición vertical durante la noche colocándolos en un soporte adecuado. Cuando el reloj está colocado verticalmente el tourbillon es muy eficaz. Sin embargo, la posición de un reloj de pulsera cambia con frecuencia de vertical a horizontal dependiendo de lo que su portador esté haciendo. En este caso, el efecto del tourbillon es pequeño en comparación con el cambio en la velocidad resultante de las variaciones de posición de vertical a horizontal y viceversa. Los tourbillones inclinados como los realizados por Greubel Forsey suponen una mejora en este sentido.
Los relojes mecánicos actualmente se venden sobre todo a compradores que valoran la artesanía y la estética por encima de la sincronización muy precisa. La mayoría de los tourbillones suizos utilizan escapes de palanca estándar, aunque algunos emplean escape de gatillo.
El tourbillon está considerado como uno de los mecanismos de control más difíciles de construir (aunque técnicamente no es una complicación en sí mismo) y es valorado por sus principios de ingeniería y diseño. El primer mecanismo de tourbillon de producción fue fabricado por Breguet para Napoleón en uno de sus relojes de carruaje (los relojes de viaje de la época eran de un peso considerable, solían pesar casi 200 libras, unos 60 kg).

## Tipos de tourbillon

### Tourbillon de eje doble

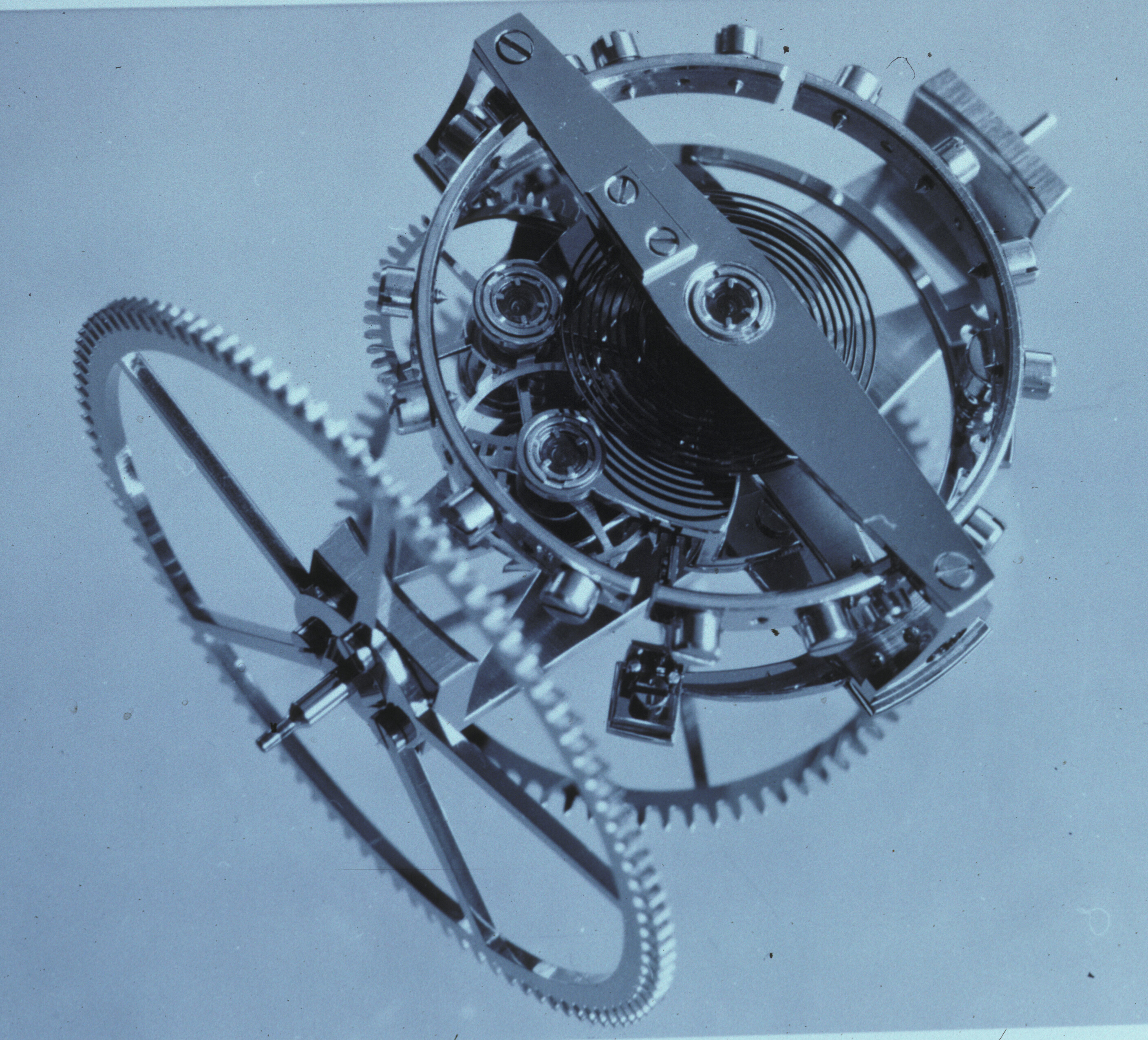
Tourbillon de doble eje de Anthony Randall para ser instalado en un reloj de viaje.

Anthony Randall inventó el tourbillon de doble eje en enero de 1977 y, posteriormente, lo patentó. El primer ejemplar de trabajo fue construido por Richard Good en 1978. En 1980, el propio Randall realizó un tourbillon de doble eje (sin miniaturizar) adecuado para un reloj de carruaje, mecanismo exhibido en el (ahora cerrado) Museo del Tiempo en Rockford, Illinois (Estados Unidos), siendo incluido en su catálogo de cronómetros.
En 2003, inspirado por esta invención, el joven relojero alemán Thomas Prescher desarrolló en el "Thomas Prescher Haute Horlogerie" el primer tourbillon de doble eje en un reloj de bolsillo y, en 2004, el primer tourbillon de doble eje con una fuerza constante para un reloj de pulsera. Se exhibió en los certámenes Baselworld 2003 y 2004 en Basilea, Suiza.
Una característica de este tourbillon es que gira en torno a dos ejes, que rotan una vez por minuto, siendo accionados por un mecanismo especial de fuerza constante, denominado remontoire. Thomas Prescher inventó el mecanismo de fuerza constante para igualar el enrollado y el desenrollado del resorte principal, la fricción y la gravitación. De este modo, se suministra siempre la misma fuerza al sistema de regulación de oscilación del tourbillon de doble eje. El dispositivo incorpora un sistema modificado posteriormente mediante un diseño de Henri Jeanneret.

### Tourbillones dobles y cuádruples

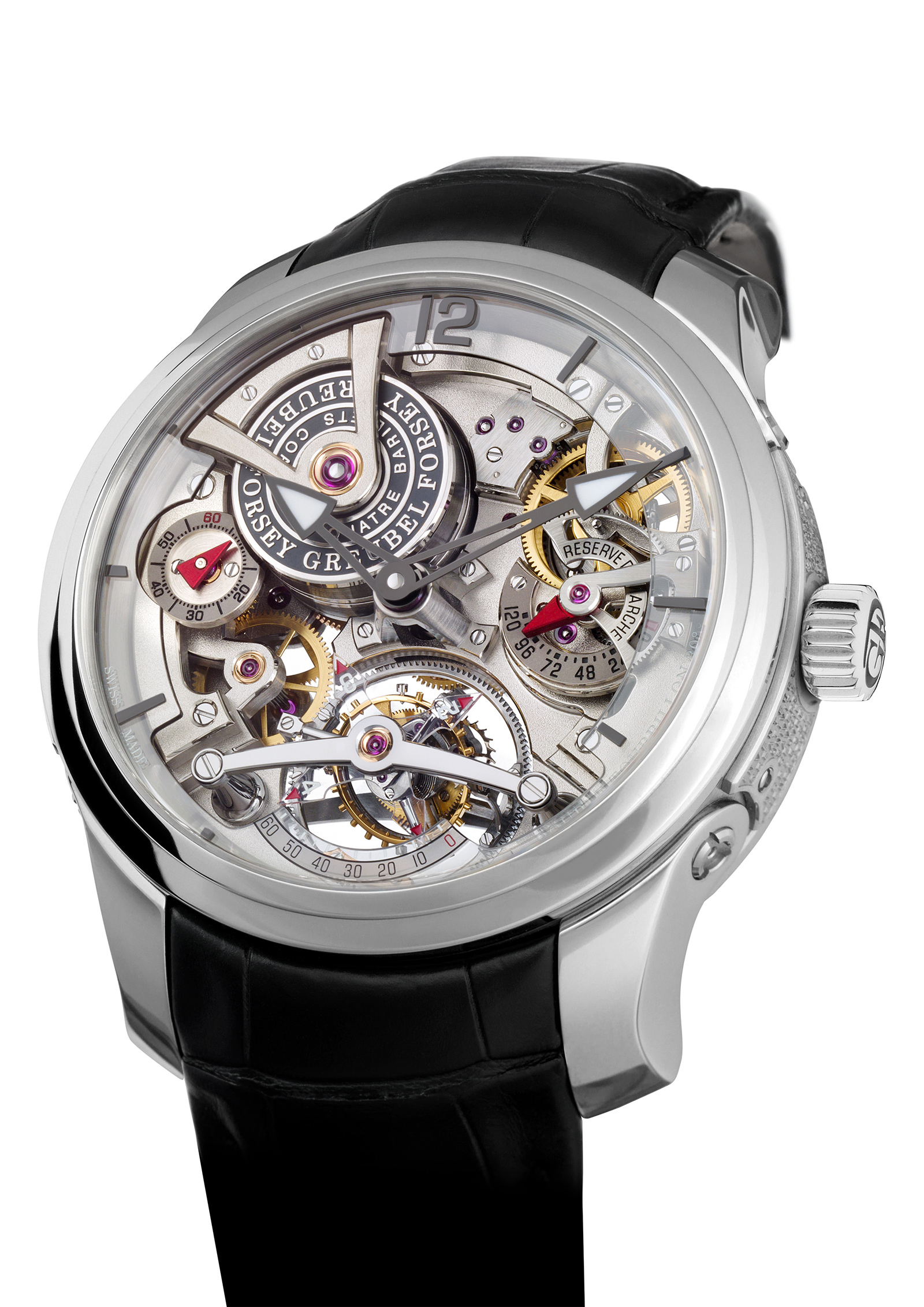
Técnica de Doble Tourbillon Greubel Forsey, un ejemplo que ganó el Concurso Internacional de Cronometría 2011, propiedad del Museo de Relojería de Le Locle.

Robert Greubel y Stephen Forsey lanzaron la marca Greubel Forsey en 2004 con la introducción de su Doble Tourbillon 30° (DT30). Ambos habían estado trabajando juntos desde 1992 en Renaud & Papi, donde desarrollaron complicados mecanismos de relojería. El DT 30° cuenta con una jaula del tourbillon que rota una vez por minuto dotado de una inclinación de 30°, dentro de una segunda jaula que rota cada cuatro minutos.
En 2005, presentaron su "Quadruple Tourbillon à Différentiel" (QTD), utilizando dos dobles-tourbillones que trabajan de forma independiente. Un diferencial esférico conecta los cuatro carros giratorios, realizando la distribución del par motor entre las dos ruedas que giran a diferentes velocidades.

### Tourbillon de triple eje

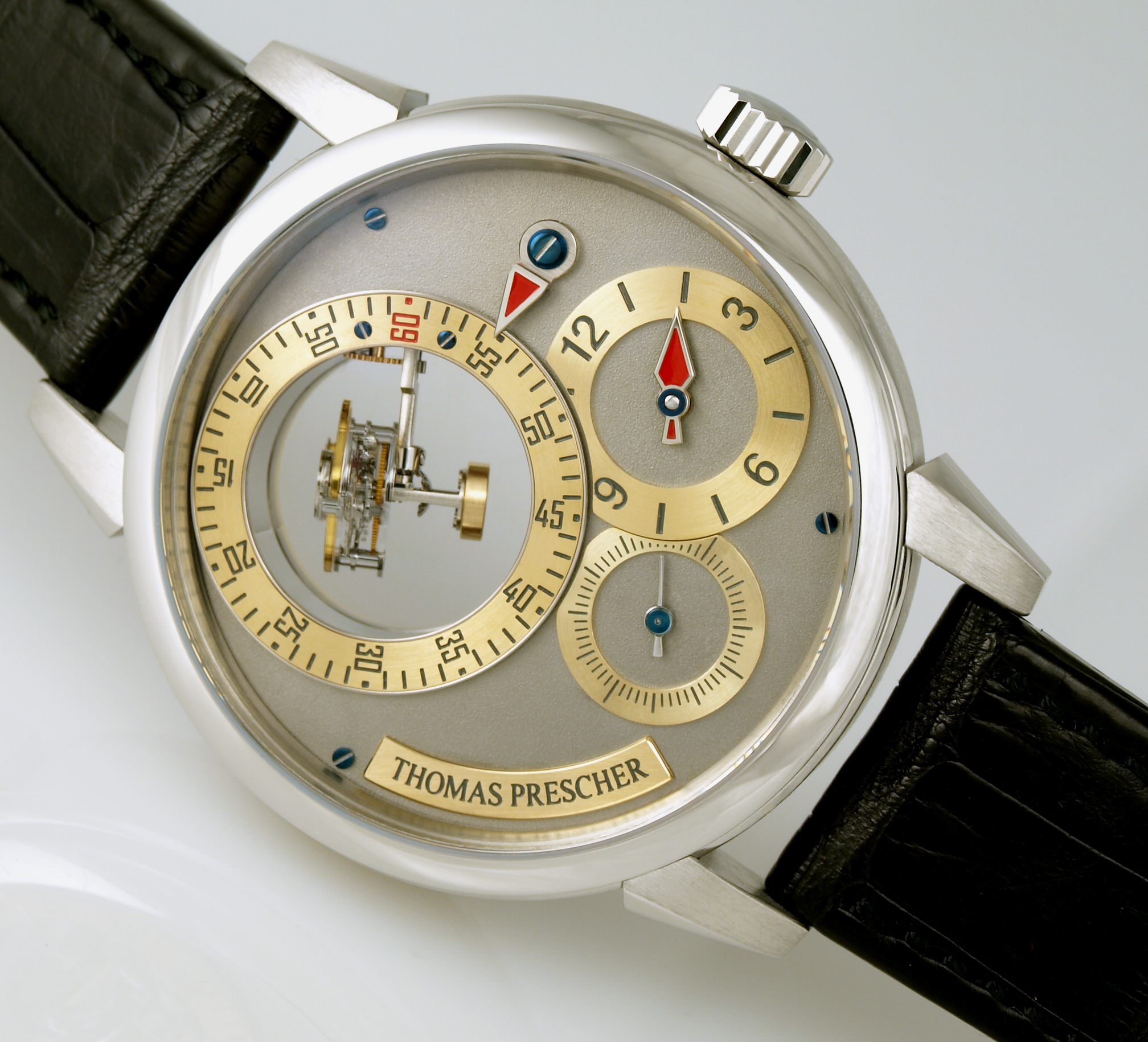
Prescher, Thomas. "Triple-Axis-Tourbillon Regulator Sport".

En 2004, Thomas Prescher desarrolló el primer tourbillon de triple eje para "Thomas Prescher Haute Horlogerie" un reloj de pulsera con un sistema de fuerza constante. Presentado en la Feria de Basilea de 2004, integrado en un conjunto de tres relojes que incluye tourbillones de un solo eje, de doble eje, y de triple eje.
El único movimiento tourbillon triaxial para un reloj de pulsera con apoyos de baja fricción tradicionales (rubíes) fue inventado por el relojero independiente Aaron Becsei (de Bexei Watches) en 2007. El reloj de pulsera Primus fue presentado en la Feria de Basilea de 2008. En el movimiento del tourbillon de tres ejes, la tercera jaula (la externa) tiene una forma única que ofrece la posibilidad de utilizar rodamientos joya en todas partes, en lugar de rodamientos de bolas. Esta es una solución única para este tamaño y con este nivel de complicación.
Existen algunos ejemplos de relojes de pulsera y de bolsillo que incluyen escapes con tourbillon de triple eje, también denominados triaxiales, como Vianney Halter con su reloj "Deep Space", Thomas Prescher, Aaron Becsei, Girard-Perregaux con su "Tri-axial Tourbillon" y Jaeger Le Coultre con el "Gyrotourbillon".

### Tourbillon volante
En lugar de estar apoyado en un puente, o una ménsula, tanto en la parte superior como en la inferior, el tourbillon volante está en voladizo, estando apoyado solamente desde un lado. El primer tourbillon volante fue diseñado por Alfred Helwig, instructor de la escuela alemana de relojería en 1920.
En 1993, Kiu Tai-Yu, un relojero chino que reside en Hong Kong, creó un tourbillon semi-volante sólo con un carro reducido para la rueda de escape y el áncora. El pivote superior del volante de inercia se apoya en un puente de zafiro.